# Болинтин-Вале
Болинтин-Вале (рум. Bolintin-Vale) град је у у јужном делу Румуније, у историјској покрајини Влашкој. Болинтин-Вале је други по важности град у округу Ђурђу.
Болинтин-Вале према последњем попису из 2002. има 11.702 становника.

## Географија
Град Болинтин-Вале налази се у јужном Румуније, близу престонице Букурешта (35 km западно од града). Град је смештен у историјској покрајини Влашкој, тачније њеном источном делу Мунтенији.
Болинтин-Вале се налази у источном делу Влашке низије, на приближно 100 m надморске висине. Непосредно западно од града протзиче река Арђеш.

## Становништво
У односу на попис из 2002, број становника на попису из 2011. се повећао.
| 1992.  | 2002.  | 2011.  |
| ------ | ------ | ------ |
| 11.545 | 11.464 | 12.929 |

Румуни чине већину становништва Болинтин-Валеа, а од мањина присутни су Роми у значајном уделу (преко 15% становништва).